# Per-Ingvar Brånemark
Per-Ingvar Brånemark (ur. 3 maja 1929, zm. 20 grudnia 2014) – szwedzki ortopeda, odkrywca osseointegracyjnych właściwości tytanu.

## Życiorys
Per-Ingvar Brånemark urodził się 3 maja 1929 roku. Studiował na uniwersytecie w Lund w Szwecji. W 1952 roku przeprowadził eksperyment, wprowadzając tytanowy cylinder do kości udowej królika. Z czasem doszło do obrośnięcia tytanu przez kość. Odkrycie Brånemarka szybko znalazło zastosowanie m.in. w stomatologii, służąc jako sposób mocowania implantów do szczęki. W 1969 roku został profesorem anatomii na uniwersytecie w Göteborgu, na którym prowadził większość swojej pracy nad osseointegracją. Zmarł 21 grudnia 2014 roku.
Brånemark został nagrodzony m.in. Nagrodą Söderberga (1992).